# Włodzimierz Eborowicz
Włodzimierz Adam Eborowicz (ur. 25 grudnia 1883 w Tomaszowie Mazowieckim, zm. 6 lipca 1945 w Łodzi) – polski przemysłowiec, inżynier chemik, działacz społeczny, więzień KL Mauthusen.

## Życiorys
Ukończył naukę w Szkole Realnej w Warszawie, a następnie studia na Politechnice Warszawskiej (1903) oraz w Wyższej Szkole Chemicznej w Miluzie.
W 1906 był współzałożycielem Narodowego Związku Robotniczego. Od 1908 pracował w Hard nad Jeziorem Bodeńskim, następnie w Iwanowo-Wozniesieńsku, Włodzimierzu i Kostromie. W trakcie I wojny światowej był działaczem Polskiego Towarzystwa Pomocy Ofiarom Wojny. Po rewolucji październikowej podjął współpracę z polskimi formacjami wojskowymi i był więziony przez władze sowieckie. Od 1920 działał w Obywatelskim Komitetem Obrony Państwa i w stronnictwie obywatelskim na terenie województwa łódzkiego. Działał na rzecz plebiscytu na Górnym Śląsku i został mianowany kierownikiem referatu włókienniczego Biura Surowców Ministerstwa Przemysłu i Handlu.
Jako przedsiębiorca był udziałowcem Towarzystwa Przemysłowo Handlowego – „Kotonia” w Ozorkowie, członkiem zarządu firmy „Trykot” – Łódzkiego Towarzystwa Wyrobów Dzianych i Pończoszniczych Spółka Akcyjna w Łodzi (1926), dyrektorem fabryki Towarzystwa Schlosserowskiej Przędzy, Bawełny i Tkalni Spółka Akcyjna w Ozorkowie.
Eborowicz działał również społecznie – był Prezesem Wojewódzkiego Komitetu Pomocy Dzieciom i Młodzieży, wiceprezesem Domu Matki i Dziecka, wiceprezesem Obozu Zjednoczenia Narodowego oddział Łódź – miasto. Publikował artykuły nt. przemysłu włókienniczego, na łamach „Gazety Handlowej”, „Kuriera Polskiego”, „Kuriera Porannego”, „Republiki” i „Przeglądu Lniarskiego”. Ponadto był członkiem Społecznego Komitetu Radiofonizacji Kraju, sędzią komisarzem Sądu Okręgowego w Łodzi, przewodniczącym Zarząd Okręgu Łódzkiego Ligi Morskiej i Kolonialnej (1936), członkiem Zrzeszenia Producentów Przędzy Bawełnianej w Łodzi (1934), sekretarzem generalnym Towarzystwa Polsko-Szwedzkiego.
Od marca do października 1944 był więziony w KL Mauthausen.

### Życie prywatne
Był synem Juliana Eborowicza i Joanny z domu Bieske. Jego żoną była Jadwiga z domu Rosicka. Mieli troje dzieci.
Mieszkał w Łodzi przy ul. Przejazd 36 (późn. ul. J. Tuwima 36).

## Odznaczenia
- Krzyż Niepodległości (1935)[1][3],
- Wielka Gwiazda Górnośląska[3].